# Руайдри Уа Конхобайр
Рори О Коннор (ирл. Ruaidrí Ua Conchobair; ок. 1116 — 2 декабря 1198) — король Коннахта (1156—1183), верховный король Ирландии (1166—1183). Последний верховный король Ирландии, который был на троне и фактически, и юридически. Был одним из двадцати сыновей верховного короля Ирландии Тойррделбаха Уа Конхобайра (ирл. — Tairrdelbach Ua Conchobair) (1088—1156). Его сестра Мор и он были единственными детьми третьей жены этого короля. Мать — Кайлех Де Ни х-Эйдина Айдне (ирл. — Cailech Dé Ní hEidin Aidhne).

## Биография

### Ранние годы
Руайдри не был любимым сыном короля Коннахта Тойрделбаха Уа Конхобайра. Наследником должен быть его брат Конхобар Уа Конхобайр. Пользуясь моментом, Руайдри и его брат Аэд (ирл. — Aedh) (умер в 1195 году) подняли восстание в 1136 году. Восстание было подавлено, Аэд был ослеплен по приказу Конхобара Уа Конхобайра. Руайдри защитил архиепископ Коннахта Муйредах Уа Дубхаг (ирл. — Muireadhach Ua Dubhthaigh). В 1143 году Руайдри вторично поднял восстание против своего отца. Восставшие были разгромлены, Руайдри был схвачен Конхобаром и Тигеарнаном Уа Руайрком (ирл. — Tighearnán Ua Ruairc). Однако, Руайдри и на этот раз защитили — Муйредах Уа Дубхаг с духовенством и мирянами Коннахта, Тадг Уа Бриайн — лорд Томонда, Тигернан Уа Руайрк — лорд Брейфне, Мурхад — сын Гилла-на-нев Уа Феаргайла — лорд Муйнтир-Ангайле. После года заключения Руайдри освободил архиепископ Армы Гилла Мейк Лиак мак Диармата (ирл. — Gilla Meic Liac mac Diarmata) вместе со своими сообщниками Домналл Уа Флайхбертайгом и Кахаль Уа Конхобайром (ирл. — Domnall Ua Flaithbertaig, Cathal Ua Conchobair).
После гибели Конхобара Уа Конхобайра Тойррделбах выбрал своим наследником другого сына —
Доннелла Мора Мидеха Уа Конхобайра (ирл. — Donnell Mor Mideach Ua Conchobair). Руайдри повысил свой статус, совершив походы против Тигернана Уа Руайка (ирл. — Tighearnán Ua Ruairc) в 1146 году, победив своего противника Домнала Уа Конхобара (ирл. — Domnall Ua Conchobar) в 1150 году. Доннелл Мор Мидех Уа Конхобайр начал терять власть, судьба его была решена в 1151 году когда он был схвачен и заключен. В том же году Руайдри совершил успешные рейды на Томонд и одержал победу в битве под Мойн Мор (ирл. — Móin Mór).
Руайдри воевал с Уа Бриайнами в Мунстере, разделил королевство Мунстер на две части — Томонд отдал Тадгу Уа Бриайну (ирл. — Tadhg Ua Briain), Десмонд — Диармайду мак Картайгу (ирл. — Diarmaid MacCartaigh), выгнал Тойррделбаха мак Диармата (ирл . — Toirrdelbach mac Diarmata) из Айлеха. Это дало основание Мак Лохлайнну (ирл. — Mac Lochlainn) отправиться в поход с армией в 1153 году. Руайдри со своими людьми вынужден был отойти в Фордруим (ирл. — Fordruim), что в графстве Западный Мит.

### Король Коннахта
Тойрделбах Уа Конхобайр скончался в своей столице Дунморе (графство Голуэй). После смерти своего отца Руайдри стал королём Коннахта. В качестве меры предосторожности он арестовал трёх из 22 своих братьев — Бриана Брейфнаха, Бриана Лугнеха, Муйрхертаха Муйвнеха.
Узнав по смерть Тайррделбаха и коронацию Руайдри, Мак Лохлайн начал войну на истощение в Лейнстера и Осрайге, используя местных союзников и сталкивая местных правителей друг с другом.
В 1156—1157 годах Руайдри держал свой флот на Шанноне, ожидая нападения противника. Однако Мак Лохлинн посадил своего ставленника в королевство Миде, взял заложников от Дермота мак Мурроу (ирл. — Dermot MacMurrough), выгнал королей с Осрайге — они бежали в Коннахт. Затем захватил Мунстер. В ответ Руайдри попытался захватить Страбан и Дерри. Когда Мак Лохлайнн отправился домой, Руайдри вновь захватил Мунстер.

### Верховный король Ирландии

#### Получение титула
В 1166 году после смерти верховного короля Муйрхертаха Мак Лохлайнна (1156—1166) на трон великих королей стали претендовать Руайдри Уа Конхобайр, король Коннахта (1156—1186), и Диармайт Мак Мурхада (1110—1171), король Лейнстера (1126—1171) и Дублина (1127—1136, 1162—1166). Король Коннахта Руайдри Уа Конхобайр одержал победу над своим соперником и захватил Дублин. На большом совете в городе Атон Руайдри Уа Конхобайр был избран новым верховным королём Ирландии
В 1167 году Руайдри Уа Конхобайр организовал большой съезд в Атботе, на котором присутствовали архиепископы Армы, Дублина и Туама, короли Брейфне, Айргиалла, Улада, Миде и Дублина, признавшие его верховным королём Ирландии. Только король Кенел Эогайн отказался признать его новым верховным королём. В ответ Руайдри Уа Конхобайр послал флот на область Дерри, а сам повел армию со своими вассалами против Кенел Эогайн. Вместе с верховным королём выступили Диармайт мак Кармак, король Десмонда, Муйрхертах Уа Бриайн, король Томонда, Диармайт Уа Маэлелайнн, король Миде, Доннхад О’Кербайлл, король Айргиаллы. Королевство Кенел Эогайн было разделено между Ниаллом МакЛохлайнном, который получил северную часть, и Аэдом ин Макаэмом Тоинлесом, получившим южную часть. В 1168 году короли Кенел Эогайна прибыли в Атлон, где признали верховную власть Руайдри Уа Конхобайра в обмен на денежное вознаграждение.

#### Кризис в Лейнстере
В 1166 году Диармайт Мак Мурхада, король Лейнстера, был свергнут с престола верховным королём Руайдри Уа Конхобайром. Большая коалиция под руководством Тигернана Большого О’Рурка, короля Брейфне, выступила в поход против Диармайта мак Мурхада и изгнала его из Лейнстера. Поводом для вторжения стало похищение Диармайтом в 1151 году Дербфоргайлл, жены Тигернана О’Рурка. Не найдя поддержки в Ирландии, Диармайт бежал в Уэльс, а оттуда в Англию, где обратился за помощью к королю Генриху II Плантагенету, который в это время был в Аквитании. Диармайт получил от него специальную грамоту, разрешавшую ему вербовать себе союзников среди вассалов короля: «… знайте, что мы почтили Дермота Мак Морроу нашей милостью и благосклонностью. Всякий, кто живет в наших землях и захочет помочь ему вернуть назад его королевство, может быть уверенным в нашей милости и разрешении на это». Диармайт заключил союз с Ричардом де Клером «Стронгбоу», графом Пембрука, пообещав ему в жены свою дочь и титул короля в Лейнстере после своей смерти. Также в союз с Диармайтом вступили правитель Южного Уэльса Роберт Фиц-Стефан и его брат Морис Фиц-Джеральд, и рыцари Морис Прендергаст и Раймонд Фиц-Джеральд. Всем союзникам Диармайт пообещал предоставить во владение ирландские земли.
В 1167 году Диармайт мак Мурхада высадился в Ирландии с небольшим отрядом нормандских рыцарей под командованием Ричарда ФицГодеберта. Ему удалось договориться с верховным королём Руайдри Уа Конхобайром о возвращении себя южной части Лейнстера. В 1168 году верховный король разделил королевство Мунстер между своими вассалами Домналлом Уа Брайаном, королём Томонда, и Диармайтом мак Кармайком, королём Десмонда. В 1169 году королевство Миде была разделено между сами верховным королём Руайдри и его союзником Тигернаном О’Рурком, королём Брейфне.
В мае 1169 года первый англо-нормандский отряд рыцарей под командованием Роберта Фиц-Стефана и Мориса Прендергта (30 рыцарей, 60 всадников и более 300 лучников) высадился в Ирландии южнее города Уэксфорда. Англичане осадили Уэксфорд, который после небольшого сопротивления сдался, и захватили Оссори, где перебили много ирландцев.
В 1170 году новый отряд под предводительством Морица Фиц-Джеральда и Раймунда Толстого прибыл в Ирландию, осадил и взял город Дублин, нанеся поражение войску верховного короля Руайдри Уа Конкобайра. Весь Лейнстер был оккупирован захватчиками. В августе того же года Ричард де Клер «Стронгбоу», граф Пембрук, с сильным отрядом (200 рыцарей, 1 000 пехотинцев и лучников) прибыл в Ирландию. Объединив под своим руководством все англо-нормандские отряды и войско Диармайта, Ричард де Клер осадил, захватил и разграбил город Уотерфорд. Ричард Стронгбоу женился на Еве, старшей дочери короля Лейнстера Диармайта. В мае 1171 года после смерти Диармайта его зять и союзник Ричард де Клер, граф Пембрук, унаследовал титул короля Лейнстера.

#### Вторжение Генриха II
В октябре 1171 года английский король Генрих II Плантагенет с большим войском (500 рыцарей, 400 пехотинцев и лучников) высадился в Ирландии и прибыл Уотерфорд. Еще до прибытия короля Ричард де Клер, граф Пембрук, был вызван Генрихом II в Англию, где вынужден согласиться на передачу под власть короля Дублина и всех прибрежных городов, а также согласиться с тем, что «все остальное он будет держать от короля и его наследников». Генрих II с войском прибыл в Кашель, древнюю столицу королевства Мунстер, где синод ирландских епископов признал его верховную власть над Ирландией. Генрих II Плантагенет утвердил за Ричардом де Клером все его владения в Лейнстере, а также признал все ирландские земли, которыми завладели англо-нормандские рыцари, и принял от них присягу на верность. Генрих II потребовал также от всех ирландских вождей явиться к его двору и принести присягу верности. Но подчинились главным образом вожди ирландских территорией к востоку от реки Шаннон и реки Бойн, а вожди западной части Коннахта во главе с верховным королём Руайдри Уа Конхобайром и вожди Ольстера не признали власти Генриха II Плантагенета над Ирландией.
В апреле 1172 года король Англии покинул Ирландию, оставив Ричарда де Клера, графа Пембрука, в Лейнстере, и Хью де Лейси в Мите.
В 1173 году Конхобар Менмайге Уа Конхобар, сын верховного короля, привел войско в Коннахт на помощь Домналлу Уа Бриайну в борьбе против англо-нормандского гарнизона в Килкенни. При поддержке Домналла Уа Бриайна Руайдри Уа Конхобайр победил Ричарда де Клера в Тёрлсе, затем вторгся в Миде с отрядами из Кенел Конайлл, Кенел Эогайн, Улада и Арриалла, уничтожив форты, построенные англичанами. Верховный король с большим войском осадил Дублин. Король Томонда Домналл О’Брайен взял Лимерик, восстал Уотерфорд, а Стронгбоу в Уэксфорде был осажден восставшими ирландцами.

#### Виндзорский договор
Верховный король Ирландии Руайдри Уа Конхобайр отправил на переговоры в Англию посольство под руководством туамского архиепископа. 6 ноября 1175 года был заключен Виндзорский договор между королём Англии Генрихом II и верховным королём Руайдри Уа Конхобайром о разделе Ирландии. Генрих II Плантагенет признавал Руайдри Уа Конхобайра верховным королём и правителем Коннахта. Взамен Руайдри признавал английскими владениями Миде, Лейнстер, города Дублин, Уэксфорд и Уотерфорд и прибрежную полосу от Уотерфорда до Дунгарвана.
В 1175—1176 годах англо-нормандские отряды безуспешно осаждали Лимерик, столицу Домналла Уа Бриайна на р. Шаннон, между Томондом и Коннахтом.

#### Конец эпохи
В 1177 году Мурхад, сын верховного короля Руайдри, вместе с Мило де Коганом осаждал Роскоммон. Англо-нормандцы были отбиты, принц Мурхад был взят в плен и ослеплен по приказу своего отца. В 1178 году под давлением верховного короля Хью де Ласи, лорд Мита, покинул ирландский монастырь Клонмакнойс.
В 1180 году дочь Руайдри Уа Конхобайра — Роза — была выдана замуж за Хью де Ласи, барона Мита.
В 1183 году Конхобар Менмайге, сын Руайдри Уа Конхобайра, в союзе с англо-норманнами вторгается в Коннахт, верховный король был свергнут с престола и бежал в Мунстер. В 1189 году после гибели Конхобара Менмайге новыми королями Коннахта стали его брат Катал Кробдерг Уа Конхобайр (1189—1224) и сын Катал Карраг Уа Конхобайр (1189—1202). Руайдри Уа Конхобайр безуспешно обращался за помощью к правителям Кенел Конайлл, Кенел Эогайн, Мунстеру и англичанам в Мите, но так и не смог вернуть себе королевский престол.
Руайдри Уа Конхобайр удалился в Конгское аббатство, где скончался 2 декабря 1198 года и был похоронен. В 1207 году его останки были перезахоронены в монастыре Клонмакнойс.

### Потомки
Руайдри Ва Конхобайр от шести жен имел около 13 детей. Все они и их мужские потомки погибших в войнах в начале XIII века и род верховных королей Ирландии линии Руайдри Уа Конхобайра прервалась.
Дети:
- Конхобар Уа Конхобар
- Муйрхертах Уа Конхобар
- Аэд Муйвнех Уа Конхобар
- Домналл Мор Уа Конхобар
- Аэд мак Руайдри Уа Конхобайр[англ.] (убит в 1159), наследник трона Коннахта
- Роза Ни Конхобайр[англ.], жена с ок. 1180 года Хью де Ласи (ок. 1135—1186), лорда Мита
- Конхобар Менмайге Уа Конхобайр (ум. 1189), король Коннахта (1183—1189)
- Диармайт мак Руайдри О Конхобайр[англ.] (ум. 1221)
- Муйргис Канан Уа Конхобайр[англ.] (ум. 1224)
- Нуала Ни Конхобайр[англ.] (ум. 1226), королева Тары
- Аэт мак Руайдри Уа Конхобайр, король Коннахта (1228—1233)
- Тойрделбах мак Руайдри О Конхобайр[англ.] (ум. 1239)
- Рагнайлт
- Кайллех